# Ksenija Zakordonskaja
Ksenija Zakordonskaja (russisk: Ксения Сергеевна Закордонская; født 4. marts 2003 i Astrakhan, Rusland) er en russisk håndboldspiller, der spiller for HK Astrakhanotjka i Russisk Superliga og Ruslands kvindehåndboldlandshold.
Hun blev udtaget til landstræner Ljudmila Bodnievas trup ved VM i kvindehåndbold 2021 i Spanien.